# Stazione di Cantello
La stazione di Cantello è una stazione ferroviaria posta lungo la ferrovia di Valmorea a servizio del comune di Cantello.
Attivata nel 1915, fu dismessa nel 1938 e riattivata nel 2003 onde essere servita dai treni turistici operanti la tratta Malnate Olona-Mendrisio/Capolago.

## Storia
L'impianto venne attivato il 31 dicembre 1915 contestualmente all'inaugurazione della tratta da Cairate-Lonate a Valmorea, avvenuta a cura della Società Anonima per la Ferrovia Novara-Seregno (FNS).
L'11 dicembre 1938 il capolinea della ferrovia fu arretrato a Malnate in conseguenza degli eventi correlati con la seconda guerra mondiale e la stazione di Cantello venne conseguentemente soppressa.
Il fabbricato viaggiatori, ormai fatiscente, fu demolito nel 1992.
Nel 2003 l'impianto, pur privo ormai del fabbricato viaggiatori, venne ripristinato ricostruendo altresì il binario di raddoppio, al fine di estendervi un servizio di treni turistici dalla Svizzera, divenendo provvisoriamente stazione di testa fino al 2007 quando il binario fu prolungato fino a Malnate Olona.